# Bukovo, Plovdiv
Bukovo (bulgariska: Буково) är ett distrikt i Bulgarien. Det ligger i kommunen Obsjtina Părvomaj och regionen Plovdiv, i den centrala delen av landet, 180 km sydost om huvudstaden Sofia.
Trakten runt Bukovo består till största delen av jordbruksmark. Runt Bukovo är det ganska tätbefolkat, med 58 invånare per kvadratkilometer.